# Avion furtif
Cet article court présente un sujet plus développé dans : Furtivité.

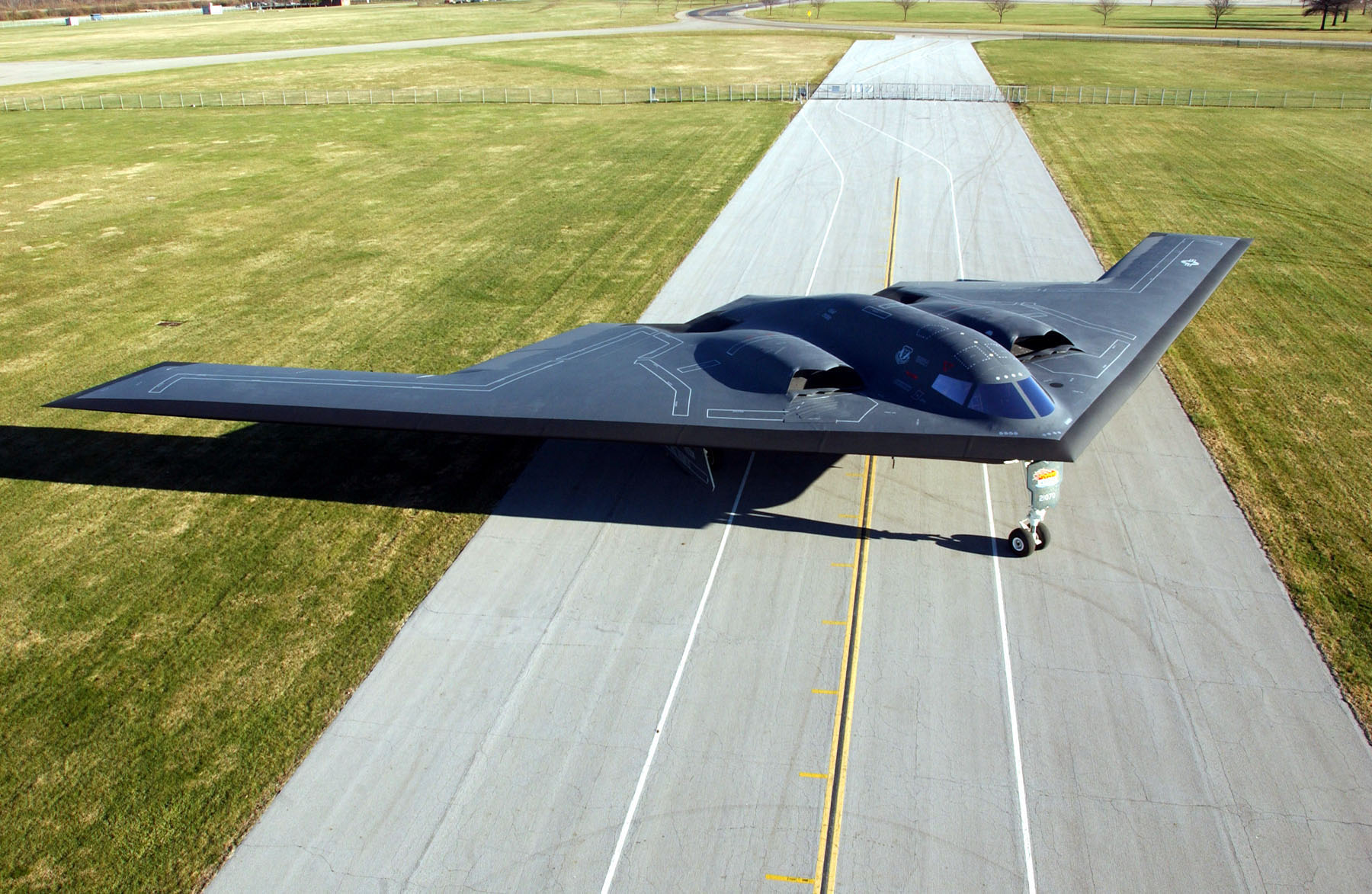
Le Northrop B-2 Spirit, 2006.

Un avion furtif est un avion militaire conçu pour éviter sa détection en utilisant différentes techniques qui réduisent sa signature (radar ou infrarouge).

## Histoire
Le développement de la furtivité a probablement commencé en Allemagne pendant la Seconde Guerre mondiale avec le Horten Ho 229 (furtivité jamais confirmée)! Les exemples modernes sont essentiellement américains : par exemple le Lockheed Martin F-117 Nighthawk qui entré en service en 1982 et le premier opérationnel, le Northrop B-2 Spirit ou le Lockheed Martin F-22 Raptor.

## Contre-mesures
Parmi les contre-mesures disponibles, on peut citer le radar de contre-furtivité.